# Temlag
Temlag (en russe : Темла́г) ou camp de travail de correction de Temnikov (en russe : Темниковский исправи́тельно-трудово́й ла́герь) ou Temnikovsky ITL (en russe : Темниковский ИТЛ) était un camp du système de camp de travail pénitentiaire du Goulag de l'Union soviétique.

## Histoire
Le Temlag était situé dans de la ville de Temnikov de la république socialiste soviétique autonome de Mordovie (ASSR de Mordovie).
Son nom dérive de celui de la ville de Temnikov.
Le Temlag a existé de 1931 à 1948.
Les principales activités étaient la sylviculture, les industries de transformation du bois et la construction de chemins de fer.
En outre, il possédait une grande variété d'autres petites industries: construction, métallurgie, entretien des chemins de fer, production de vêtements et de chaussures, etc.
Lors de la liquidation du Temlag, ses actifs ont été divisés.
Le système de camps a été transféré au Doubravlag tandis que les industries ont été réorganisées dans le Combine industriel Temnikovsky du Goulag (Темниковский Промкомбинат ГУЛАГа), qui lui-même ne gérait aucun camp, et plus tard il a également été fusionné avec Doubravlag.

## Prisonniers
- Ida Averbakh (ru), épouse de Genrikh Yagoda
- Nikolai Engver (ru), économiste
- Nina Gagen-Torn, poète, écrivain, historien et ethnographe
- Rostislav Gorelov
- Pietro Leoni, citoyen italien,
- Yakov Livchits (ru)
- Nikolai Lobatchevsky , général)
- Eduard Senkevich (ru), "tchékiste," directeur (1931-33) du SLON
- Alexander Skoropis-Ioltukhovsky (ru), activiste ukrainien
- Mark Sobol (ru), poète
- Ruth Tamarina (ru), poète
- Wendelin M. Yaworka (ru), prêtre catholique slovaque
- Kiril Zdanevitch  (1892–1969), artiste